# Monte Vancouver
El monte Vancouver (en inglés: Mount Vancouver) es una destacada montaña de Norteamérica, localizada a caballo entre Canadá y Estados unidos. Con una altitud de 4812 m y una prominencia de 2692 m, es la 15.ª montaña norteamericana más alta y la 32.ª más prominente y es el 150.ª pico ultraprominente del mundo.
Su vertiente norte está en el parque nacional y reserva de Kluane, en la esquina suroeste del territorio del Yukón, en Canadá, mientras que su vertiente meridional, en la parte superior del panhandle de Alaska, está muy próxima al parque nacional y reserva de Glacier Bay. El monte Vancouver tiene tres cumbres:
- cumbre norte, la más alta, con 4812 m;
- cumbre sur, el pico Good Neighbor [pico del Buen Vecino] a 4785 m, que se extiende a ambos lados de la frontera internacional.
- cumbre media, la más baja.

La montaña fue nombrada por el  naturalista estadounidense William Healey Dall en 1874 en honor a George Vancouver, que había explorado la costa sureste de Alaska de 1792 a 1794.

## Ascensiones notables
- 1949: North Buttress (arista noroeste): primer ascenso de la montaña por William Hainsworth, Alan Bruce-Robertson, Bob McCarter, Noel Odell; con Walter Wood de apoyo.[4]
- 1975: Northeast Ridge (al pico norte), primer ascenso por  Cliff Cantor, Bob Dangel, Paul Ledoux, Rob Milne, Hal Murray, Bob Walker, John Yates y Barton DeWolf.[5]
- 1977: West Face, primer ascenso por John Lauchlan, John Calvert, Trevor Jones y Mike Sawyer.[6]